# 萬國鼎
万国鼎（1897年12月26日—1963年11月25日），中国农业历史学家，江苏省常州市武进人。
万国鼎1915年毕业于常州中学，同年考入大同学堂，不久因兵乱辍学，次年重新考入金陵大学农科，1920年毕业后留校，1921年赴上海当技师，不久辞职，于次年进入商务印书馆任编辑。1924年回到金陵大学任农业经济系讲师，此后从事农业历史研究工作。
中华人民共和国成立之后，万国鼎被调往河南工作，1954年被调回南京，任新成立的南京农业大学南京农学院教授，仍旧负责农业历史资料的整理研究工作。1963年因脑溢血猝逝于南京。